# Deutsche Badmintonmeisterschaft 1996
Die Deutsche Badmintonmeisterschaft 1996 fand vom 1. bis zum 4. Februar 1996 in Hannover statt.

## Medaillengewinner
| Disziplin    | Gold                                                                   | Silber                                                                | Bronze                                                                     |
| ------------ | ---------------------------------------------------------------------- | --------------------------------------------------------------------- | -------------------------------------------------------------------------- |
| Herreneinzel | Oliver Pongratz (FC Langenfeld)                                        | Detlef Poste (SC Bayer 05 Uerdingen)                                  | Marek Bujak (TuS Wiebelskirchen)                                           |
| Herreneinzel | Oliver Pongratz (FC Langenfeld)                                        | Detlef Poste (SC Bayer 05 Uerdingen)                                  | Franz-Josef Müller (OSC Düsseldorf)                                        |
| Dameneinzel  | Heike Schönharting (PSV Grün-Weiß Wiesbaden)                           | Nicole Baldewein (OSC Düsseldorf)                                     | Nicole Grether (SSV Heiligenwald)                                          |
| Dameneinzel  | Heike Schönharting (PSV Grün-Weiß Wiesbaden)                           | Nicole Baldewein (OSC Düsseldorf)                                     | Christine Skropke (SC Bayer 05 Uerdingen)                                  |
| Herrendoppel | Michael Helber (SV Fortuna Regensburg) Michael Keck (SSV Heiligenwald) | Stephan Kuhl (OSC Düsseldorf) Björn Siegemund (SV Fortuna Regensburg) | Martin Kranitz (SSV Heiligenwald) Franz-Josef Müller (OSC Düsseldorf)      |
| Herrendoppel | Michael Helber (SV Fortuna Regensburg) Michael Keck (SSV Heiligenwald) | Stephan Kuhl (OSC Düsseldorf) Björn Siegemund (SV Fortuna Regensburg) | Kai Mitteldorf (SC Bayer 05 Uerdingen) Uwe Ossenbrink (TuS Wiebelskirchen) |
| Damendoppel  | Katrin Schmidt (TuS Wiebelskirchen) Kerstin Ubben (OSC Düsseldorf)     | Nicole Baldewein (OSC Düsseldorf) Karen Stechmann (FC Langenfeld)     | Katja Michalowsky (TSV Glinde) Anika Sietz (TSV Glinde)                    |
| Damendoppel  | Katrin Schmidt (TuS Wiebelskirchen) Kerstin Ubben (OSC Düsseldorf)     | Nicole Baldewein (OSC Düsseldorf) Karen Stechmann (FC Langenfeld)     | Sandra Beißel (SC Bayer 05 Uerdingen) Nicole Grether (SSV Heiligenwald)    |
| Mixed        | Michael Keck (SSV Heiligenwald) Karen Stechmann (FC Langenfeld)        | Stephan Kuhl (OSC Düsseldorf) Nicol Pitro (TuS Wiebelskirchen)        | Björn Siegemund (OSC Düsseldorf) Kerstin Ubben (OSC Düsseldorf)            |
| Mixed        | Michael Keck (SSV Heiligenwald) Karen Stechmann (FC Langenfeld)        | Stephan Kuhl (OSC Düsseldorf) Nicol Pitro (TuS Wiebelskirchen)        | Kai Mitteldorf (SC Bayer 05 Uerdingen) Katrin Schmidt (TuS Wiebelskirchen) |